# Moord in extase
Moord in extase is een Nederlandse film uit 1984 van Hans Scheepmaker, gebaseerd op het boek De Cock en de moord in extase (1982) van Appie Baantjer.
In de film wordt Jurriaan de Cock gespeeld door Joop Doderer en zijn assistent Dick Vledder door Ron Brandsteder. Deze samenwerking kreeg geen vervolg. Elf jaar later begon de televisieserie Baantjer (1995 tot 2006) met in de hoofdrollen Piet Römer en Victor Reinier.
Moord in extase werd in 2003 op dvd uitgebracht.

## Rolverdeling
| Acteur                | Personage                |
| --------------------- | ------------------------ |
| Joop Doderer          | Rechercheur De Cock      |
| Ron Brandsteder       | Rechercheur Dick Vledder |
| Manouk van der Meulen | Monique                  |
| Toon Agterberg        | Walter van Duyn          |
| Hero Muller           | Kees Bleeker             |
| Eric van der Donk     | Commissaris Buitendam    |
| Jacques Luijer        | Van Woudrichem           |
| Jan Verhoeven         | Smalle Lowietje          |
| Martin Schüller       | Handige Henkie           |
| Clara Brak            | vrouwtje van Dalen       |
| Kees ter Bruggen      | Thea Mulder              |
| Hans Veerman          | Boer                     |
| Suze Broks            | Tante Stien              |
| Hans van Isselt       | Peter Shot               |
| Ivon Pelasula         | Kitty                    |
| Ab Abspoel            | Postbode                 |
| Piet de Wijn          | Schouwarts               |
| Johan Sirag           | Dr. Rusteloos            |
| Hidde Maas            | Bewaker                  |
| Kenneth Herdigein     | Bewaker                  |
| Will Vermeulen        | Prostituée               |
| Jack Monkau           | Stoops                   |
| Ursul de Geer         | Rijkspolitieman          |
| Paul Gieske           | Sectie assistent         |